# Kemcsug
A Kemcsug (oroszul: Кемчуг) folyó  Oroszország ázsiai részén, a Krasznojarszki határterületen, a Csulim jobb oldali mellékfolyója.

## Földrajz
Hossza: kb. 441 km, vízgyűjtő területe: 10 300 km², évi közepes vízhozama: 60 m³/s.
A Keleti-Szaján nyugati szélén ered. Felső folyását Nagy-Kemcsugnak nevezik, egyik mellékfolyója a Kis-Kemcsug. Vízgyűjtő területének nagy részét erdő borítja, alsó szakasza lapos, helyenként mocsaras síkságon folyik. Október-november környékén befagy és májusban szabadul fel a jég alól.
1938-ban a Kemcsug és a Kety folyó vízgyűjtő területén szabadon engedtek 240 amerikai nyércet, melyek sikeresen akklimatizálódtak.

## Természetvédelmi terület
1963-ban a folyóról elnevezett, három járás egyes részeire kiterjedő természetvédelmi területet alakítottak ki (Заказник «Больше-Кемчугский»), mely a folyó völgyének egy részét is magába foglalja. Jóval később, 2000 körül fedezték fel az ottani első dinoszaurusz-maradványokat. A későbbi kutatás során a kréta időszak kezdetén élt sokféle állat kövületeit, köztük a nagytestű Stegosaurusok részeit, Pteroszauruszok, ősi krokodilok és teknősök elszórt maradványait találták meg.